# 昌巴
昌巴（法語：Tchamba）是位于多哥中部区东北部的一座城市，起先是位于现如今加纳北部地区Chamba镇的一个部落，处在Salaga到Bimbilla的一条路上。该部落的少部分人现今仍居住于此，其他人则已搬迁至阿克拉。2022年人口36,173人。